# Cyphomyrmex cornutus
Cyphomyrmex cornutus é uma espécie de inseto do gênero Cyphomyrmex, pertencente à família Formicidae.